# Sitio de Barcelona (1651-1652)

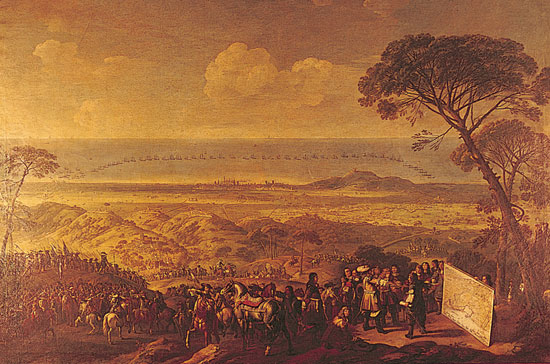
Vista general del asedio de la ciudad de Barcelona por las tropas de Juan José de Austria, por Pandolfo Reschi, Galería Corsini (Florencia).

El Sitio de Barcelona en 1651-1652 fue uno de los episodios de la Sublevación de Cataluña.

## Antecedentes
En 1635, en el contexto de la Guerra de los Treinta Años, estalló la guerra de España con la Francia de Richelieu, ante lo que el Conde-duque de Olivares insistió en la aportación catalana de hombres y dinero, a lo que en Cataluña la Diputación se opuso. La guerra se desarrolló, entre otras partes, en la frontera de ambos países, la existencia de soldadesca provocó choques entre los soldados y la población local. Eso provocó una revuelta que supuso el Corpus de Sangre, el ejército de Felipe IV ocupó Tortosa y Tarragona, y el 17 de enero de 1641, ante la alarmante penetración del ejército español, Pau Claris, al frente de la Generalidad de Cataluña, proclamó la República Catalana acordando una alianza política y militar con Francia, y poniendo Cataluña bajo la obediencia de Luis XIII de Francia, que fue proclamado Conde de Barcelona. 
La Francia de Richelieu, como era ya habitual, deseaba parte de España y sus artes para conseguirlo, sabiendo de los problemas que podía causar un enfrentamiento en el territorio catalán suscribió ese pacto. Pocos días después, con la ayuda del ejército francés, la Generalidad obtuvo una importante victoria militar en la batalla de Montjuic del 26 de enero de 1641, y las tropas españolas se retiraban a Tarragona. Comenzaba así la Sublevación de Cataluña, auténtica contienda civil que enfrentó a los partidarios de la monarquía de Felipe IV con los sublevados que estaban a favor de Francia.
El 5 de diciembre de 1650 las tropas españolas tomaban Tortosa y al año siguiente se hacían con Montblanch el 16 de julio y Montgat el 25 de agosto, cerrando el cerco sobre la capital catalana.

## La batalla
Tras 15 meses de asedio se produjo la rendición de Barcelona ante las tropas de Juan José de Austria. Esta acción marcó el final de la sublevación de Cataluña. No obstante, aún continuaron los combates en algunos puntos aislados de Cataluña hasta el final de la guerra, que acabó con el Tratado de los Pirineos en 1659.

## Consecuencias
Las tropas francesas salieron de Barcelona, formadas por un millar de efectivos de infantería y unos 200 de caballería acompañadas de 6 cañones, junto con unos pocos catalanes. Los enfermos y heridos serían embarcados en 6 barcos que vendrían de Agda. La caída de Barcelona, que incluía además la capitulación de Cardona y Villafranca de Conflent (La ciudad de Gerona, se había entregado a las tropas españolas el 10 de octubre), en manos del ejército de Felipe IV de España representado por Juan José de Austria ponía punto final a la sublevación y las autoridades catalanas quedaban nuevamente bajo la obediencia del rey español. Al sur de los pirineos solo quedaba la fortaleza de Rosas en poder francés, desde el 29 de mayo de 1645.